# Laurent Lucas (syndicaliste)
Cet article concerne le syndicaliste. Pour l'acteur, voir Laurent Lucas.
 (juin 2020).
Laurent Lucas, né le 15 avril 1920 au Croisic (Loire-Inférieure, France) et mort le 23 septembre 2004 à Paris dans le 20e arrondissement de Paris, est un syndicaliste français.

## Biographie
Fils d'un marin pécheur et d'une femme de ménage, il interrompt ses études en cours complémentaire pour exercer divers petits métiers. D'une famille croyante mais non pratiquante, il adhère brièvement à la JOC, puis, en 1937, alors qu'il est ouvrier aux chantiers navals de Saint-Nazaire, à la CFTC.
Réfractaire au STO en 1943, il entre dans la clandestinité sans pour autant rejoindre la résistance. Il se cache jusqu'en 1944 en Bretagne.
Revenu au Croisic, il travaille comme électricien dans le bâtiment, et, après la Libération, devient un militant actif de la CFTC, et plus encore après 1946, quand il retrouve un emploi aux chantiers navals.
Délégué du personnel en 1947, puis secrétaire du comité d'établissement l'année suivante, il est par la suite secrétaire du comité central d'entreprise, puis délégué syndical au conseil d'administration.
Il est aussi élu, toujours en 1947, conseiller municipal, sans étiquette, du Croisic, dont il sera plus tard aussi maire adjoint, jusqu'en 1956.
Président du syndicat des ouvriers de la métallurgie CFTC de Saint-Nazaire en 1950, il est élu en 1956 secrétaire général adjoint de la fédération de la métallurgie, dont il était membre du bureau fédéral national depuis 1949. Il devient alors un des proches d'Eugène Descamps, à la fois secrétaire général de la fédération et chef de file du courant minoritaire « Reconstruction ».
Il suit ce dernier, en 1960, au secteur social et professionnel de la confédération, dont il devient permanent, puis, en 1963, devient secrétaire général adjoint, et de facto le numéro deux de la CFTC, le président, Georges Levard, étant marginalisé.
Plus modéré que Descamps, à la fois sur le fond et dans la forme, il avant, pendant, et après la déconfessionnalisation de la CFTC et sa transformation en CFDT, un rôle de médiateur et de conciliateur des conflits et tensions.
Pendant cette période, il exerce les fonctions de président de l'UNIRS (1964-66), puis de l'ARRCO (1967-1969) et enfin de l'UNEDIC (1969-71). Membre du Conseil économique et social depuis 1963, il en est le vice-président à compter de 1969.
Descamps, malade, est contraint dès 1970 de réduire son activité et d'envisager son départ de la direction. Afin d'éviter l'arrivée au secrétariat général d'Edmond Maire, Descamps met en avant plusieurs autres candidats potentiels, mais Jean Monnier refuse et Laurent Lucas, qui est son deuxième choix, apparaît trop comme un candidat « de transition », et n'offrant guère de perspectives.
Si le bureau confédéral décide finalement de désigner Edmond Maire, Lucas obtient la présidence confédérale, fonction qui n'était plus très politique depuis plusieurs années, et qui devient, compte tenu de la volonté du nouveau secrétaire général de ne pas l'associer aux décisions, purement honorifique avec lui. A tel point d'ailleurs que, lorsqu'il décide de ne pas solliciter son renouvellement à ce poste, lors du congrès de 1973, celui-ci reste vacant, avant d'être supprimé.
Laurent Lucas s'éloigne alors du syndicalisme. Il est nommé par Joseph Fontanet, ministre de l'éducation nationale, chargé de mission à l'agence nationale pour le développement de l'éducation permanente. L'année suivante, il est nommé conseiller aux affaires sociales à l'Ambassade de France à Lisbonne et Madrid, fonction qu'il exerce jusqu'à sa retraite en 1985.
Libéré de ses obligations de réserve, il intervient dans le débat du congrès confédéral de 1985 par le biais d'une tribune qu'il signe avec René Mathevet et René Bonety pour critiquer violemment la prise de position d'Eugène Descamps qui soutient l'opposition interne à Edmond Maire. Cet épisode met un terme à une amitié qui avait résisté aux divergences d'opinion entre les deux hommes, et sans doute permis à Lucas d'accéder à des responsabilités que ses seules qualités propres n'auraient pu lui permettre d'obtenir.
Il se consacre cependant désormais essentiellement à un engagement associatif, au sein de  l’Union franco-espagnole de coopération sociale, puis à l'Institut de coopération sociale internationale dont il est le président de 1997 à 2001.

### Sources
- Dictionnaire biographique du mouvement ouvrier mouvement social, notice de Franck Georgi